# Lesław Dudek

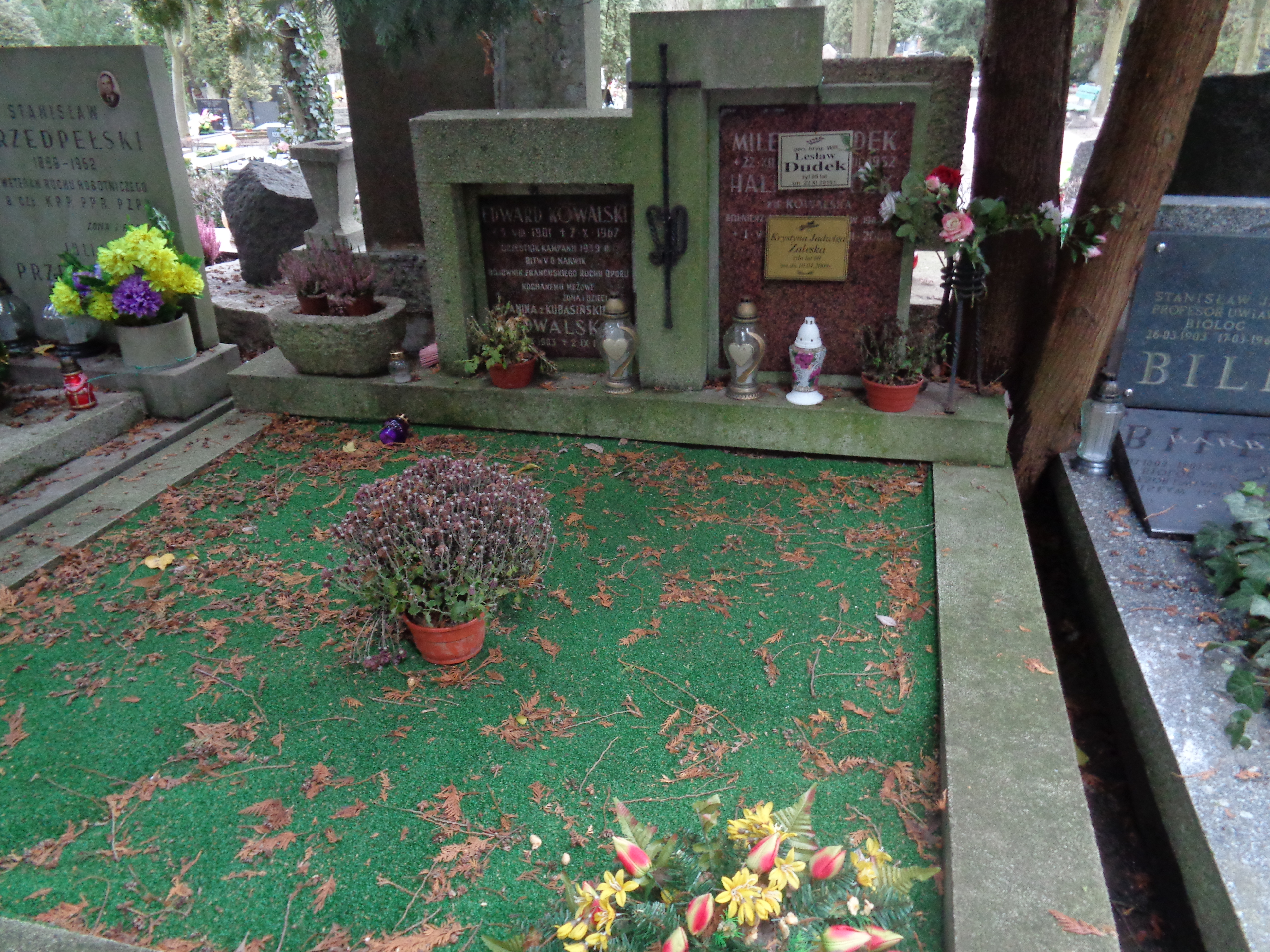
Grób Lesława Dudka na wojskowych Powązkach

Lesław Dudek (ur. 19 listopada 1921 we Lwowie, zm. 22 listopada 2016) – generał brygady WP.

## Życiorys
Do 1939 skończył cztery klasy w Państwowym Liceum i Gimnazjum im. Króla Władysława Jagiełły w Gródku Jagiellońskim. W sierpniu 1944 powołany do WP. Ukończył Oficerską Szkołę Artylerii w Chełmie. Służył w 34 pułku artylerii lekkiej, gdzie był m.in. zastępcą dowódcy 3 dywizjonu ds. polityczno-wychowawczych. Następnie służył w 12 Dywizji Piechoty w Szczecinie, gdzie był kwatermistrzem batalionu operacyjnego. 1947 ukończył wyższy kurs kwatermistrzowski. Pomocnik kwatermistrza, potem kwatermistrz 12 DP. Od jesieni 1949 w Kwatermistrzostwie Okręgu Wojskowego nr II w Bydgoszczy, gdzie od grudnia 1950 był szefem wydziału, a od października 1951 szefem Oddziału. Od I 1952 p.o. kwatermistrza Okręgu, a od III 1953 kwatermistrz Okręgu. Od jesieni 1956 zastępca Głównego Kwatermistrza WP w Warszawie. W lipcu 1960 awansowany na generała brygady; nominację otrzymał w Belwederze od przewodniczącego Rady Państwa Aleksandra Zawadzkiego. 1961 skończył zaoczne studia w Akademii Sztabu Generalnego i eksternistyczne studia na Wydziale Humanistycznym UMK w Toruniu. 1967-1972 dyrektor Departamentu Wojskowego w Ministerstwie Oświaty i Szkolnictwa Wyższego - na tym stanowisku sprawował nadzór nad studiami wojskowymi w uczelniach resortu i sekcjami wojskowymi w kuratoriach. Od 16 października 1972 sekretarz Rady Wyższego Szkolnictwa Wojskowego MON. 11 IX 1980 otrzymał tytuł profesora nadzwyczajnego nauk wojskowych. W maju 1988 przeniesiony w stan spoczynku. VI 1988-koniec 1990 profesor Wydziału Humanistycznego Wojskowej Akademii Politycznej w Warszawie, następnie Wojskowego Instytutu Historycznego.
1997-2004 wykładowca w Wyższej Szkole Zarządzania i Przedsiębiorczości. W maju 1999 wszedł w skład Rady Naukowej Instytutu Naukowego Związku Żołnierzy Ludowego Wojska Polskiego im. generała Edwina Rozłubirskiego.
Zmarł 22 listopada 2016 w wieku 95 lat. Pochowany na Cmentarzu Wojskowym na Powązkach w Warszawie (kwatera A29-7-16/17).

## Awanse
W trakcie wieloletniej służby w Wojsku Polskim otrzymywał awanse na kolejne stopnie wojskowe:
- podporucznik - 1945
- porucznik - 1945
- kapitan - 1947
- major - 1948
- podpułkownik - 1951
- pułkownik - 1955
- generał brygady - 1960

## Odznaczenia
- Order Sztandaru Pracy II klasy (1987)
- Krzyż Komandorski Orderu Odrodzenia Polski
- Krzyż Oficerski Orderu Odrodzenia Polski
- Krzyż Kawalerski Orderu Odrodzenia Polski
- Złoty Krzyż Zasługi
- Srebrny Krzyż Zasługi
- Medal Za udział w wojnie obronnej 1939
- Medal za Warszawę 1939–1945
- Medal za Długoletnie Pożycie Małżeńskie
- Złoty Medal Siły Zbrojne w Służbie Ojczyzny
- Srebrny Medal Siły Zbrojne w Służbie Ojczyzny
- Brązowy Medal Siły Zbrojne w Służbie Ojczyzny
- Medal „Za udział w walkach o Berlin”
- Złoty Medal „Za zasługi dla obronności kraju”
- Medal „Za udział w walkach w obronie władzy ludowej”;
- Odznaka Weterana Walk o Niepodległość

I 10 innych medali polskich i 4 zagraniczne.